# Affaire Jean-Luc Cayez
L'affaire Jean-Luc Cayez est une affaire criminelle survenue à Soisy-sur-Seine, dans le département de l'Essonne, dans la nuit du 13 au 14 septembre 2005. Le concierge d'un immeuble s'introduit chez une locataire, Audrey Jouannet, la séquestre, la viole puis la tue. Il dissimule ensuite le corps dans l'appartement de la jeune femme. Pour brouiller les pistes, il utilise un préservatif usagé récupéré dans une poubelle. En 2008, il est condamné à la réclusion criminelle à perpétuité avec une période de sûreté de 22 ans.

## Biographies

### Jean-Luc Cayez
Jean-Luc Cayez est le principal suspect de l'affaire qui porte son nom. Ancien légionnaire, il a 48 ans au moment des faits.
En 1984, il passe sept ans en prison pour vol et viol d'une passante à Grigny. Il est arrêté parce qu'il a insisté pour montrer tous ses tatouages à sa victime : un des tatouages mentionne son prénom, Jean-Luc. Il récidive dès sa sortie en agressant une voisine dans l'Hérault, et avoue immédiatement les faits. Après un verdict de 1991, il est condamné à 20 ans de réclusion pour viol et en purge finalement douze, au gré des remises de peine, avant d'être relâché. Entre 2000 et 2002, il suit un traitement de castration chimique qui l'empêche d'avoir des érections. Il est relâché le 4 octobre 2002 et ne bénéficie d'aucun suivi après sa libération,.

### Audrey Jouannet
La victime du crime, Audrey Jouannet, est une locataire de la Résidence de Gerville (Soisy-sur-Seine) dont Cayez est le gardien. Elle est âgée de 24 ans au moment des faits.

## Faits et enquête
Durant sa garde à vue, Jean-Luc Cayez expliquera qu'il était fermement décidé à passer à l'acte, mais qu'il n'avait pas encore choisi de victime. Sa rencontre avec Audrey Jouannet, qui rentrait de vacances, lui donna l'occasion de cibler cette dernière.
Le soir du 29 août 2005, Cayez fouilla les poubelles d'une femme célibataire de sa résidence, dont il savait qu'elle entretenait une liaison régulière avec un homme. Il y cherche et trouve un préservatif usagé, dont il prélève le sperme avec une seringue. Il place ensuite la seringue au congélateur.
Dans la nuit du 13 au 14 septembre 2005, Jean-Luc Cayez, concierge de la résidence de Gerville (un immeuble de Soisy-sur-Seine), entre sans effraction chez une locataire de 24 ans, Audrey Jouannet. Il porte une cagoule, des gants et est armé d'un fusil à pompe à crosse et canon sciés,,.
Il la bâillonne et la ligote, la séquestre dans sa loge toute la nuit et la viole. Enfin, il l'étrangle avec une corde à sauter et injecte le sperme congelé dans le vagin et la bouche de la victime, espérant ainsi mener les futurs enquêteurs sur une fausse piste. Les gendarmes découvrent aussi qu'il a coupé les poils pubiens, ce qui s'apparente à des actes de torture et barbarie. En revanche, Cayez niera toujours avoir frappé sa victime, ce qui est contredit par les conclusions des légistes. Il affirme plus tard s'être inspiré de la série NCIS pour cette mise en scène. Il remonte la victime dans son appartement puis lave son corps et la cache nue sous son lit.
Inquiète de ne plus avoir de nouvelles de sa fille qui reste injoignable depuis plusieurs jours, sa mère Marie-Antonia Jouannet décide de se rendre sur place. Le 17 septembre 2005, la mère de la victime entre dans l'appartement en compagnie de Jean-Luc Cayez, inquiète de ne pas avoir de nouvelles. Mais elle n'y trouve pas sa fille et va à la gendarmerie signaler la disparition d'Audrey, qui reste introuvable. Les militaires essaient de la rassurer, et lui disent d'attendre encore quelques jours étant donné qu'Audrey, à 24 ans, a pu partir d'elle-même, ce dont sa mère doute fort. Marie-Antonia Jouannet, rejointe par son compagnon, rentre finalement dans l'appartement qu'occupe sa fille et où ils décident de passer la nuit. Elle découvre incidemment dans la nuit le corps de sa fille, caché sous le lit,.
La gendarmerie enquête et découvre du sperme sur le corps de la victime. Soupçonnant Cayez, elle l'emmène en garde à vue. Pendant la garde à vue, le Laboratoire de police scientifique de Paris découvre que le sperme ne correspond pas à celui de Cayez. Suivant leur intuition et malgré ce résultat d'analyses, les enquêteurs décident de maintenir Jean-Luc Cayez en garde à vue. Cette intuition fut la bonne, car Cayez finit par avouer qu'il est bien l'auteur du crime, ajoutant à l'attention des policiers que « c'est mieux que vous m'arrêtiez maintenant, car je pense que malheureusement j'aurais recommencé ».
Sans doute ravi de mener les débats, Cayez collabore même pour faire avancer l'enquête : il mène ainsi les enquêteurs vers l'endroit en bord de Seine où il a jeté dans le fleuve quatre sacs poubelles contenant divers effets d'Audrey et d'autres preuves. Toujours sur indication de Cayez, la gendarmerie trouve un deuxième préservatif usagé dans une gaine d'aération de son domicile, ce qui implique qu'il avait l'intention de réitérer.

## Procès et condamnation
De 2005 à 2008, Cayez est incarcéré à la prison de Fleury-Mérogis. Il est jugé pour « séquestration aggravée, viol, actes de barbarie en récidive, homicide volontaire accompagné d'autre crime ».
Le 14 mai 2008, le procès de Jean-Luc Cayez débute à la cour d'assises de l'Essonne à Évry,.
Pendant le procès, Cayez se répand souvent en insultes à l'encontre de ses opposants. L'avocat de Cayez, Jacques Bourdais, affirme que « la peine est déjà acquise et nous le savons tous » dès ses premières plaidoiries.
Le 16 mai 2008, Cayez est condamné à la réclusion criminelle à perpétuité assortie d'une période de sûreté de 22 ans,,,. En réponse au verdict et aux insultes proférées à son encontre, il fait deux doigts d'honneur au public.

## Documentaires télévisés
- « Jean-Luc Cayez, la machination du concierge » le 9 juin 2009 dans Faites entrer l'accusé présenté par Christophe Hondelatte sur France 2.
- « L'assassin habite au numéro 1 » le 16 mars 2011 dans Enquêtes criminelles : le magazine des faits divers sur W9.
- « Le crime presque parfait » (premier reportage) dans « Spéciale police scientifique » le 12 mai 2014 dans Crimes sur NRJ 12.
- « Affaire Jean-Luc Cayez : un assassin si serviable... » (premier reportage) le 28 janvier 2017 dans Chroniques criminelles sur NT1.
- « Le calvaire de l'étudiante » le 22 mars 2018 dans Indices sur Numéro 23.

## Émission radiophonique
- « L'affaire Jean-Luc Cayez, le concierge assassin » le 22 septembre 2015 dans L'Heure du crime de Jacques Pradel sur RTL.
- « Audrey, victime d’un violeur récidiviste » le 5 février 2018 dans Hondelatte raconte de Christophe Hondelatte sur Europe 1.